# Outstanding Women in Buddhism Awards
Outstanding Women in Buddhism Awards (OWBA),
Auszeichnungen herausragender Frauen im Buddhismus.
Dies ist eine in Thailand vom Verein International Women’s Meditation Center Foundation (IWMCF), Internationale Frauen-Meditations-Zentren Stiftung, vergebene Auszeichnung für Frauen im Buddhismus, die sich in einem oder mehreren der folgenden Gebiete große Verdienste erworben haben:
- Meditations-Praxis,
- Sozialarbeit und kommunale Entwicklung,
- Verbreitung des Buddha-Dharma: z. B. durch Dharma-Schriften, akademische Publikationen, Radio, TV, Webseiten,
- Friedensaktivitäten.

Die Auszeichnung wird jährlich am 8. März, dem Internationalen Frauentag der Vereinten Nationen vergeben.
Der Verein IWMCF mit seiner Auszeichnung OWBA versteht sich als buddhistischer Teil der internationalen Frauenbewegung, der sich für einen kulturellen Wandel hin zu einer Gleichberechtigung von Frauen und Anerkennung ihrer vielfältigen Leistungen einsetzt.

## Historie
Buddha hatte nach einigem Zögern der Gründung eines buddhistischen Nonnenordens zugestimmt (Anguttara Nikaya VIII.51 1. Gotamī Sutta) – eine in der seinerzeitigen indischen Kultur umstrittene und aus heutiger Sicht sehr fortschrittliche Entscheidung. In den Jahrhunderten danach setzte sich jedoch in vielen asiatischen Kulturen wieder die traditionelle Benachteiligung von Mädchen und Frauen durch, was zu einem weitgehenden Verschwinden der buddhistischen Nonnenorden führte. Im 20. Jahrhundert entstanden dann in buddhistischen Ländern Asiens und im Westen zahlreiche Versuche, Mädchen und Frauen Zugang zu höherer Bildung und zu buddhistischen Nonnenordinationen zu ermöglichen, sowie den Aufbau von Nonnenkloster-Gemeinschaften zu fördern. Hier ist besonders das internationale Netzwerk buddhistischer Frauen Sakyadhita unter Leitung der deutschen Theravada-Nonne Ayya Khema und später der Vajrayana-Nonne und Buddhologin Jampa Tsedroen (Carola Roloff) zu nennen. Ein großer Erfolg der Bemühungen von Shakyadita war am 21. Juni 2022 im Königreich Bhutan die erste Ordination von 142 Novizinnen zu buddhistischen Nonnen im tibetischen Buddhismus.
In Thailand hatte Maechee Khunying Kanitha Wichiencharoen im Jahr 1974 den Verein Association for the Promotion of the Status of Women (APSW), Verein für die Förderung des Status von Frauen, gegründet. Frau Wichiencharoen betrieb mit diesem Verein zahlreiche Häuser, in denen Mädchen und Frauen in Not Schutz und Unterstützung erhalten konnten. In den ersten 20 Jahren seines Bestehens konnte so 40.000 Mädchen und Frauen in Thailand geholfen werden. Die Nachfolgerin beim APSW war Suteera Vichitrada, die viele weitere Frauen-Unterstützungsinitiativen startete, darunter im Jahr 1991 mit einer UNIFEM-Förderung der Vereinten Nationen das Gender and Development Research Institute (GDRI), das Institut zur Forschung über Geschlecht und Entwicklung.
Siehe auch: Emma Tomalin, Oxfam, 2008, zur thailändischen Frauenbewegung.

## Gründung
Die thailändische Bhikkhuni Rattanavali und die amerikanische Bhikkhuni Lee hatten im Jahr 2001 den Gedanken, die Leistungen buddhistischer Frauen am Internationalen Frauentag der Vereinten Nationen mit einer Auszeichnung zu ehren. Zu dieser Idee wurden die beiden Nonnen durch zwei Veranstaltungen im März 2021 inspiriert:
- die Preisverleihung von Outstanding Women’s Awards in Thailand, organisiert vom GDRI unter Leitung von Suteera Vichitrada,
- der Gastvortrag der Bhikkhuni Lee bei den Vereinten Nationen in Bangkok zu Ehren des Internationalen Frauentags am 8. März 2001.

Mit der Unterstützung von Suteera Vichitrada gründeten die beiden Nonnen dann den Verein IWMCF mit seiner Auszeichnung OWBA. Seit 2012 ist Bhiksuni Ming Yu, die Präsidentin der Chinese Young Buddhist Association in Taiwan, zugleich auch Präsidentin des OWBA.

## Ziele
Der Verein IWMCF und die Vergabe der OWBA Auszeichnungen soll den folgenden Zielen dienen:
- Mobilisierung der öffentlichen Meinung und internationale Aktionen zur Förderung von Rolle und Status der Theravada-Bhikkhunis in Südost-Asien, und dadurch eine Unterstützung benachteiligter Gruppen von Frauen und Mädchen.
- Veröffentlichung anerkennenswerter Handlungen buddhistischer Frauen.
- Bereitstellung guter Rollenmodelle für die Gesellschaft.
- Ermutigung der ausgezeichneten Frauen.
- Förderung eines schwesterschaftliche Geistes zur Überwindung von Hindernissen.
- Förderung von Informationen über die ausgezeichneten Frauen bezüglich der Entwicklung ihres eigenen Lebens, der Entwicklung ihrer jeweiligen Gemeinschaften, ihrer Nation und der Welt.
- Forschung und Sammlung von geschlechtsspezifischen Daten zu Rolle und Status ordinierter Frauen im Buddhismus.
- Ermutigung einer Bewegung zur Anerkennung von Rolle und Status buddhistischer Frauen innerhalb des Buddhismus.
- Förderung des Bekanntwerdens der Lebensgeschichten von buddhistischen Frauen.
- Förderung eines Netzwerkes verwirklichter Frauen, sowohl von Nonnen, wie auch von Laien.

## Preisträgerinnen
Bis zum Jahr 2023 wurden etwa 200 Frauen aus 20 Ländern ausgezeichnet, überwiegend Buddhistinnen aus Asien. Deutsche und deutschsprachige ausgezeichnete Buddhistinnen sind:
- Bhikkhuni Sucinta (2005)[8]
- Bhiksuni Jampa Tsedroen = Carola Roloff (2007)[9]
- Annabelle Dagmar Zinser (2007)[10]
- Sylvia Wetzel (2008)[11]
- Sabine Hayoz-Kalff (2012, Schweiz)[12]
- Bhikkhuni Phalanani (2019)[13]
- Ursula Richard (2023)[14]

Weitere im Westen bekannte ausgezeichnete Buddhistinnen sind:
- Bhiksuni Thubten Chodron (2002, USA)[15]
- Bhiksuni Karma Lekshe Tsomo (2004, USA)[16]
- Daw Aung San Suu Kyi (2005, Burma)[17]
- Ruth Denison (2006, USA)[18]
- Sandy Boucher (2006, USA)[19]
- Joanna Macy (2007, USA)[20]
- Bhiksuni Pema Chodron (2008, USA)[21]
- Lama Tsultrim Allione (2009, USA)[22]
- Martine Batchelor (2022, Frankreich)[23]
- Gabriela Frey (2023, Frankreich)[24]